# Kudarah (Alif Dhaal)
Pour les articles homonymes, voir Kudarah.
Kudarah (ou Kuda Rah) est une petite île inhabitée des Maldives. Elle constitue une des îles-hôtel des Maldives depuis 1991, actuellement l'Amaya Resort Kuda Rah.

## Géographie
Kudarah est située dans le centre des Maldives, dans le Sud-Est de l'atoll Ari, dans la subdivision de Alif Dhaal. Elle voisine l'île de Vakarufalhi.

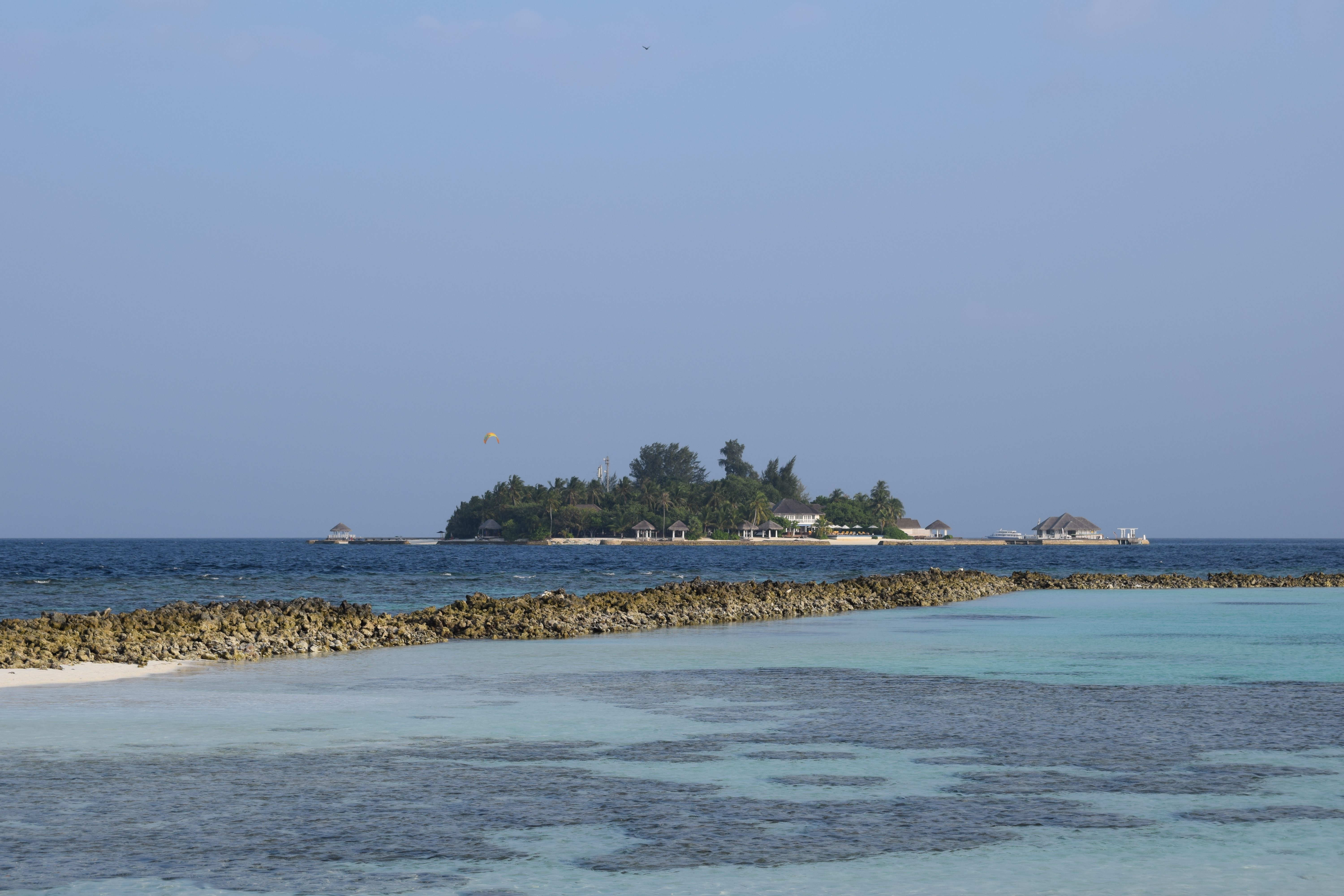
Kudarah, vue depuis Vakarufalhi.